# Angelito Lampon
Angelito Lampon (M'lang, 1 maart 1950) is een Filipijnse rooms-katholieke geestelijke. Lampon werd in 2018 benoemd tot aartsbisschop van Cotabato. Eerder was hij van 1997 tot 2018 apostolisch vicaris van Jolo.

## Biografie
Angelito Lampon werd geboren op 1 maart 1950 in M'lang in de Filipijnse provincie Cotabato. Na zijn middelbare schoolopleiding aan de Notre Dame of M'Lang en zijn noviciaat van 1962 tot 1966 studeerde Lampon Filosofie aan de Ateneo de Manila University en de Loyala School of Theology. Hij werd op 1 april 1977 tot priester gewijd. Op 21 november 1997 benoemde paus Johannes Paulus II hem tot apostolisch vicaris van Jolo. Op 6 november 2018 werd hij door door paus Franciscus benoemd tot aartsbisschop van Cotabato als opvolger van Orlando Quevedo.